# Рабштынский замок
Рабштынский замок (пол. Zamek w Rabsztynie) — руины замка, построенного на Рабштынском холме (447,5 м) на Краковско-Ченстоховской возвышенности в селе Рабштын в гмине Олькуш Олькушского повята Малопольского воеводства в Польше. Замок принадлежит системе замков, известной под названием Орлиных гнезд.

## История

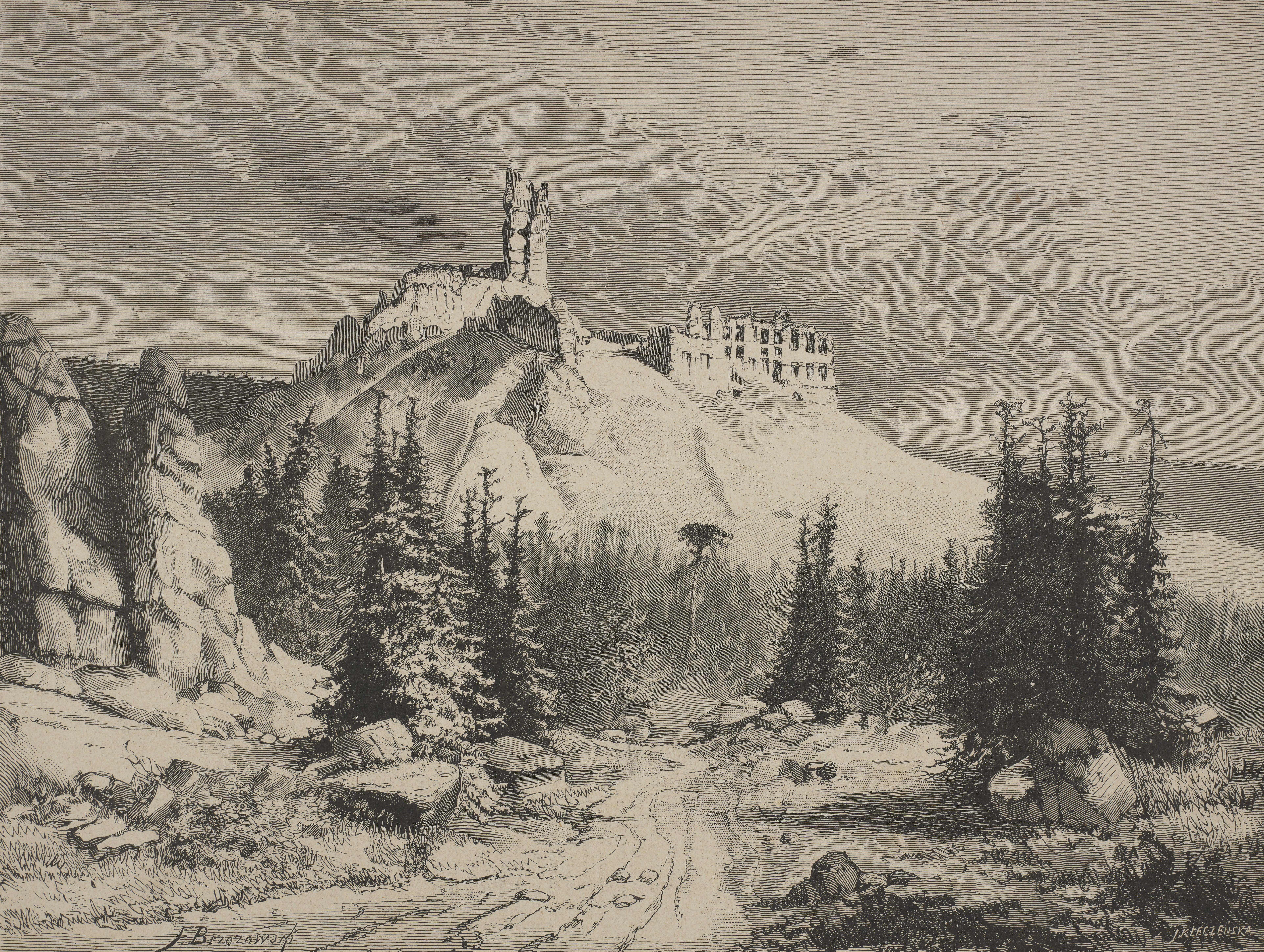
Руины Рабштынского замка. Ксилография Юзефы Клеченьской на основе рисунка Феликса Бжозовского, 1879 год

Название замка наиболее вероятно происходит от нем. Rabestein — утес, скала.
Первоначальный замок, упоминания о котором датируются XIII веком, был деревянным. Каменный замок на его месте был построен во времена Казимира Великого. Король Людовик Венгерский подарил замок князю Владиславу Опольскому вместе с другими объектами. После возвращения замка от него, Владислав Ягайло передал замок в залог за долги Спытке II Мельштынскому герба Лелива. В 1439 году, сын Спытка, Спытко III Мельштынский, создал гуситску конфедерацию против краковского епископа Збигнева Олесницкого. После нападения на Королевский совет в Новы-Корчине он потерпел поражение и погиб в битве под Гротниками. Его имущество, вместе с замком, было конфисковано в 1441 году в королевскую казну. Позже как выкуп Ядвиги из Ксёнжа, имущество перешло во владение Анджея Тенчинского. В 1442 году по желанию короля он должен был укрепить замок. За участие в убийстве Анджея Течинского, с помощью его брата Яна Тенчинского из Рабштына, здесь отбывал наказание Марцин Бэлза, один из краковских советников. В начале XVI века замок оказался во владении Бонеров, которые на протяжении трех поколений занимали должности Рабштынских старост. В 1573 году у Северина Бонера здесь гостил французский король Генрих Валуа. В 1587 году руководителем замкового гарнизона был будущий кошевой атаман Войска Запорожского Низового Гаврило Голубок, который сперва отбил атаку войск сторонников Габсбургов, под руководством Яна Зборовского, а позже разгромил отдел, который шел на помощь австрийским войскам с запасами продовольствия и амуниции.
В 1592 году очередным старостой замка стал Николай Вольский, а потом Великий маршалок коронный Сигизмунд Мышковский. Последний, вероятно, в начале XVII века перестроил замок в стиле ренессанса. У подножия верхнего замка был построен нижний замок с двухэтажным дворцом с тремя крыльями и 40 комнатами. Весь комплекс был отделен от остального холма стеной с надбрамной башней и глубоким рвом, однако замок уже частично потерял свой оборонительный характер в связи с развитием огнестрельного оружия.
Во время Шведского потопа в 1657 году отступавшие шведские войска разграбили и уничтожили замок, о чем свидетельствует люстрация 1660 года. После этого замок больше не восстанавливали. Его еще частично использовали в начале XIX века, после чего окончательно забросили. Во второй половине XIX века кладоискатели взорвали единственную уцелевшую часть замка — башню и стены нижнего замка.

## Современное состояние
В замке проходят ежегодные рыцарские турниры. После частичной реконструкции замка, которая длилась несколько лет, в 2009 году в эксплуатацию были введены сторожевая башня и главная брама.

## Замок в искусстве
Руины замка появились в фильме режиссера Джакомо Баттиато «Кароль. Человек, ставший Папой Римским».

## Галерея

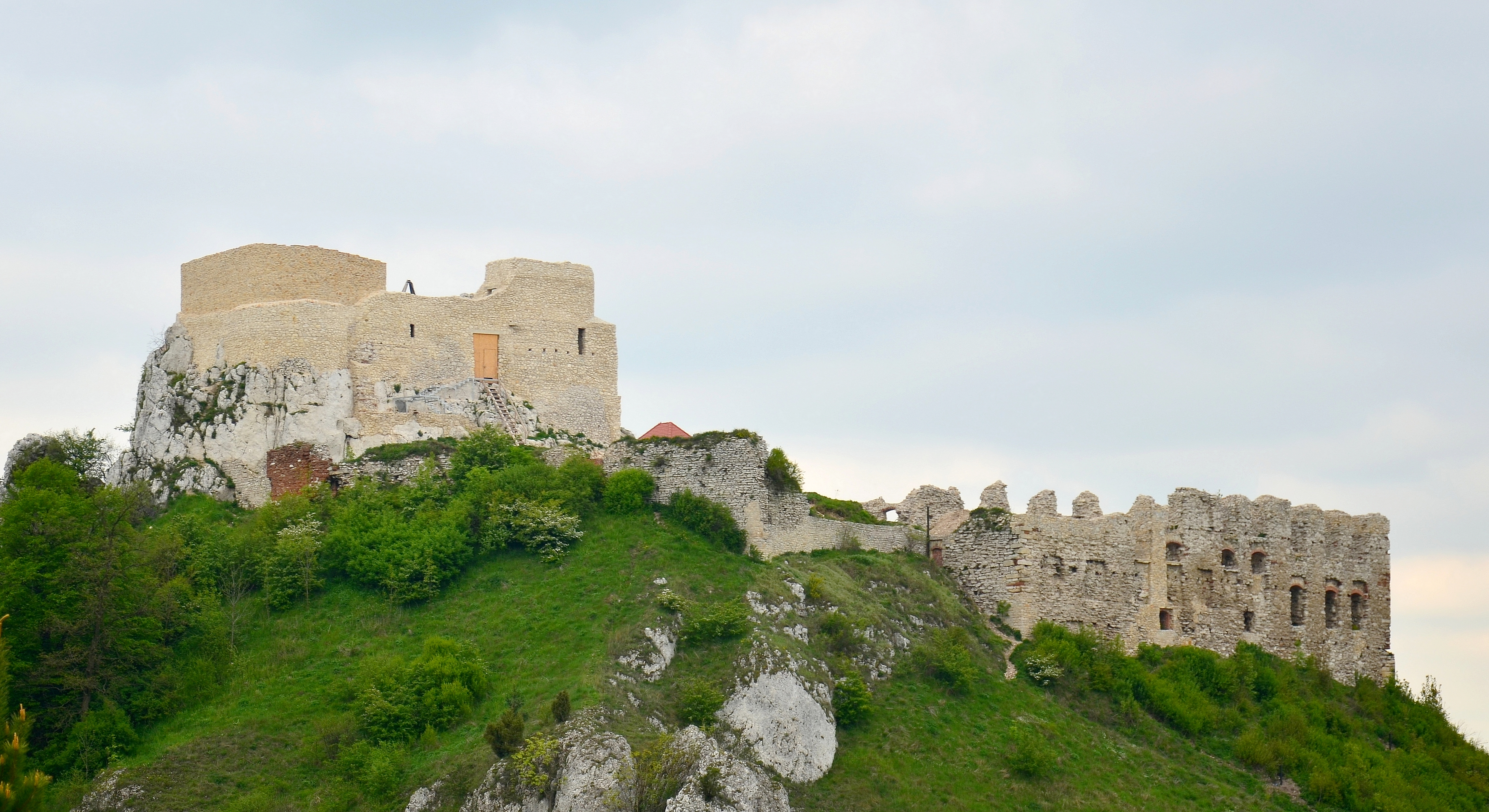
Вид замка с юго-запада
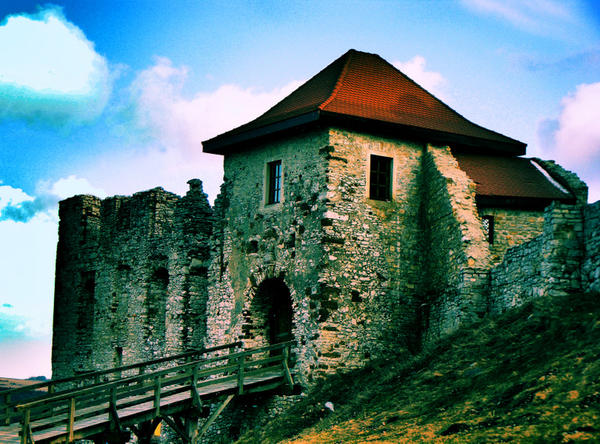
Въездные ворота
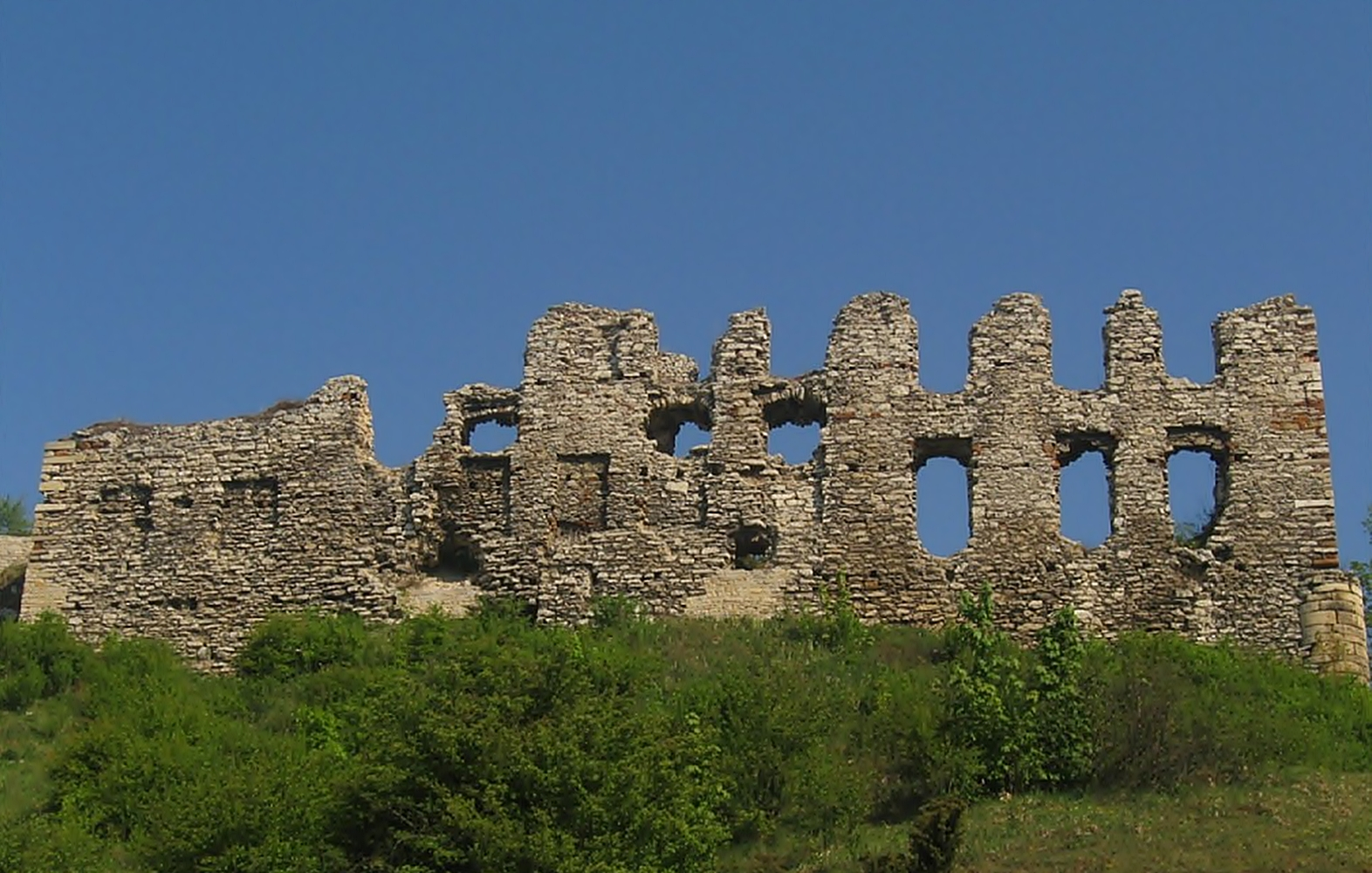
Замковые стены
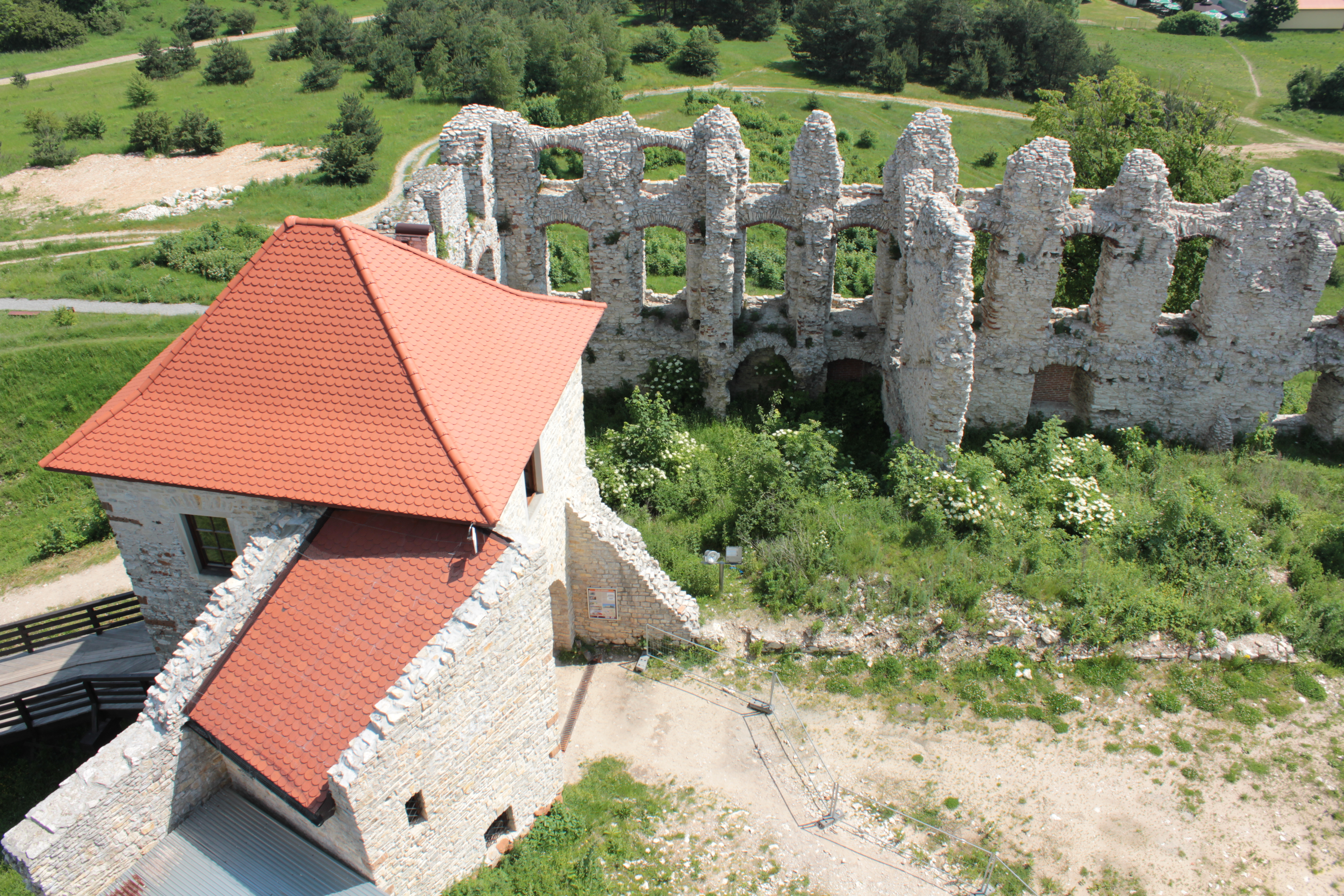
Вид с башни
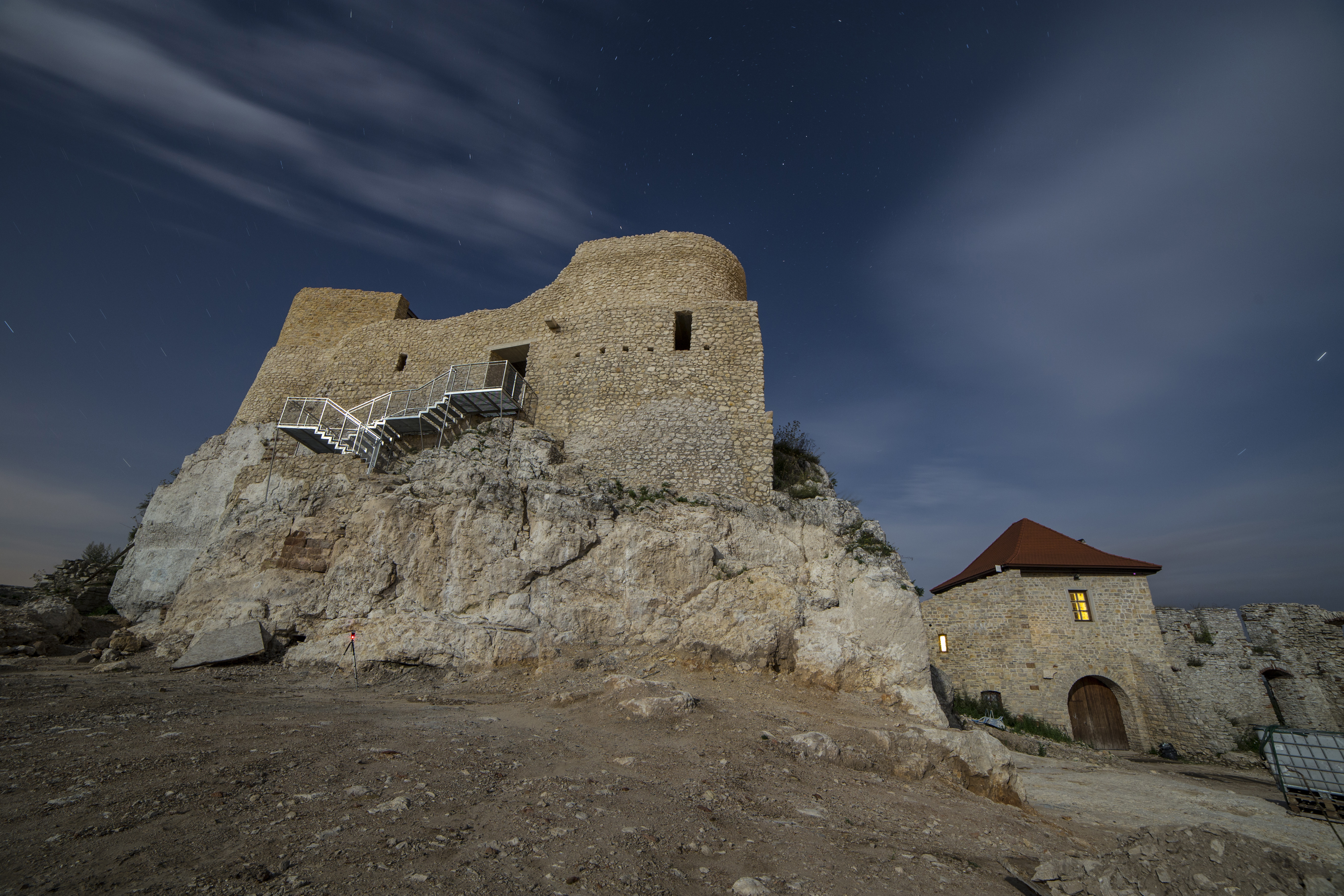
Замковая башня
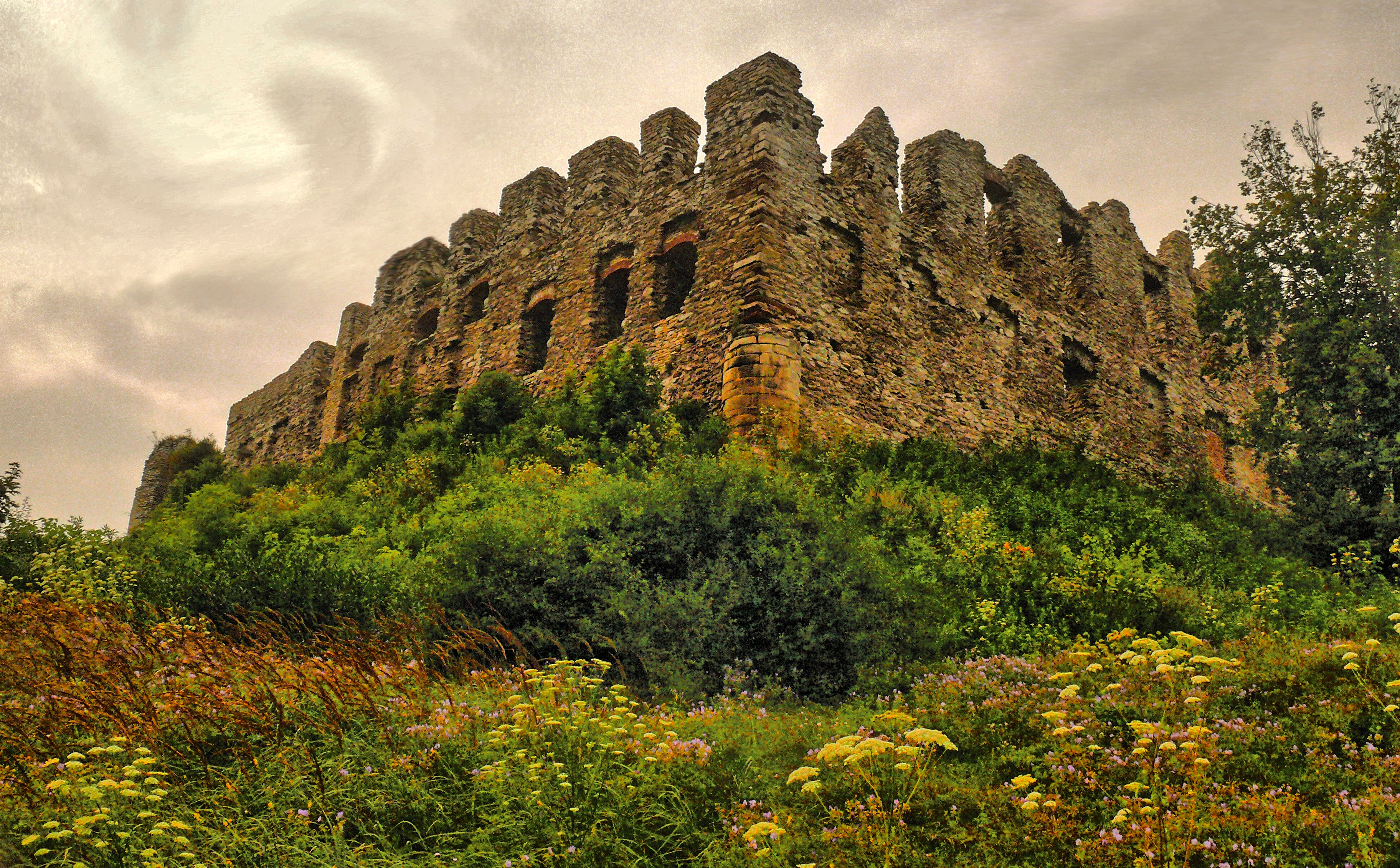
Вид у подножия башни